# ترولة

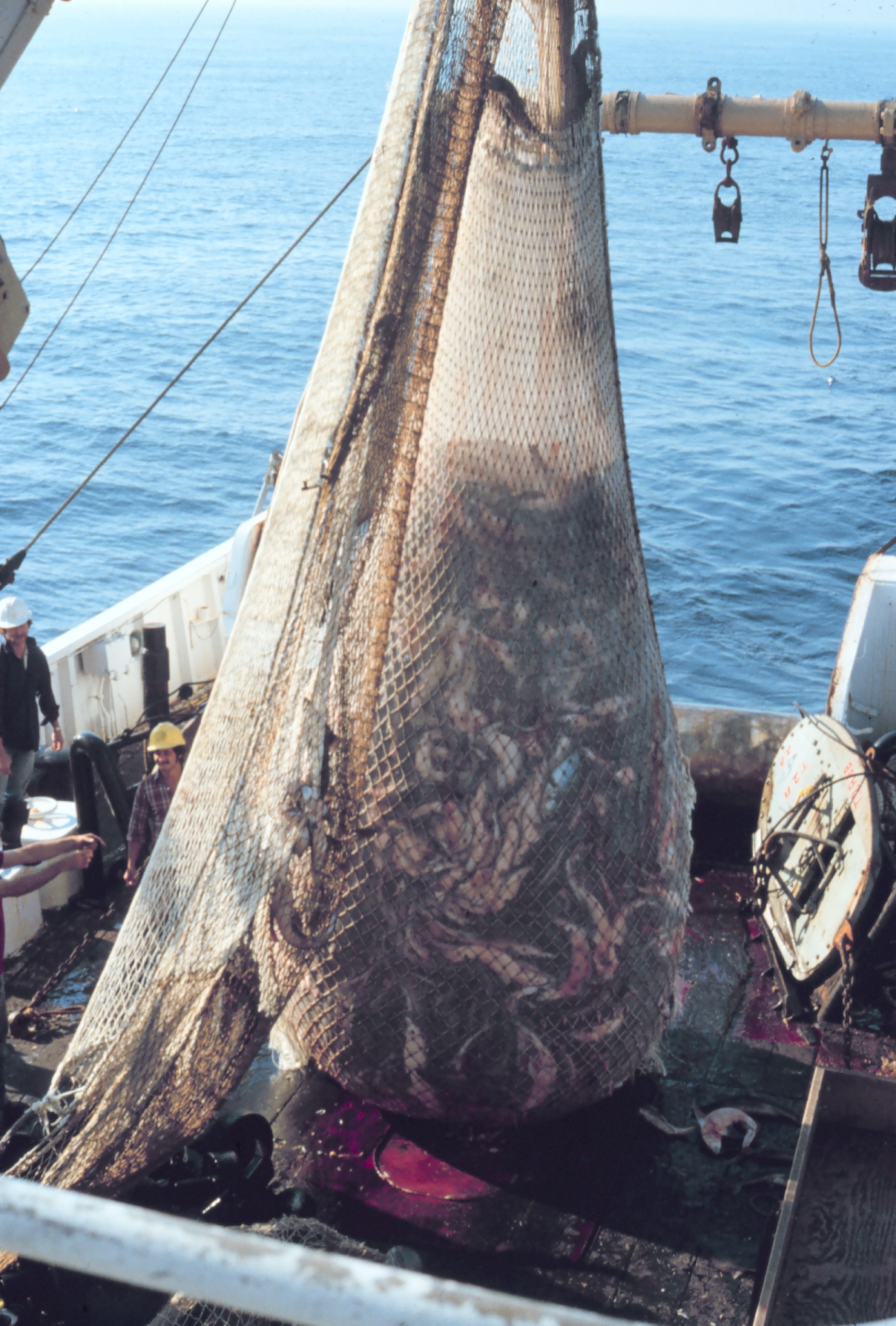
شبكة ترولة مع الأسماك

التَّرْوَلة أو الصيد بالتَّرْوَل هي طريقة لصيد الأسماك تقوم على سحب شبكة صّيد تُسمى التَّرْوَل أو الجاروفة أو المِجْزَفَة في الماء وراء قارب أو مراكب متحركة.
وتسمى المراكب المستخدمة في هذا الصّيد سفينة صيد أو المُتَرْوِلَة أو قارب التَّرْوَلة أو سفينة جزَّافة. وتختلف سفن الصّيد من حيث الحجم؛ بدءاً من المراكب الصغيرة المفتوحة التي تتراوح قدرة محركها  من 30 حصانًا وصولاً إلى المراكب التي تزيد قدرة محركها عن 10 آلاف حصان، ويمكن تنفيذ الصّيد بهذه الشبكة باستخدام سفينة صيد واحدة أو اثنتين تتعاونان معًا (صيد الأسماك المزدوج) .
يتعارض الصّيد بشبكة الترولة مع التشخيط، حيث يُسحب خيط الصّيد المزود بطعم عبر الماء بدلاً من شبكة الترولة. ويستخدم التشخيص في كل من الصّيد الترفيهي والصّيد التجاري بينما يستخدم الصّيد بشبكة الترولة بصورة أساسية في عمليات الصّيد التجاري. ويشيع أيضًا استخدام الصّيد بشبكة الترولة كوسيلة لتجميع العينات العملية أو إجراء الأبحاث. .

## الصيد في المياه العميقة مقابل الصيد في المياه الوسطى

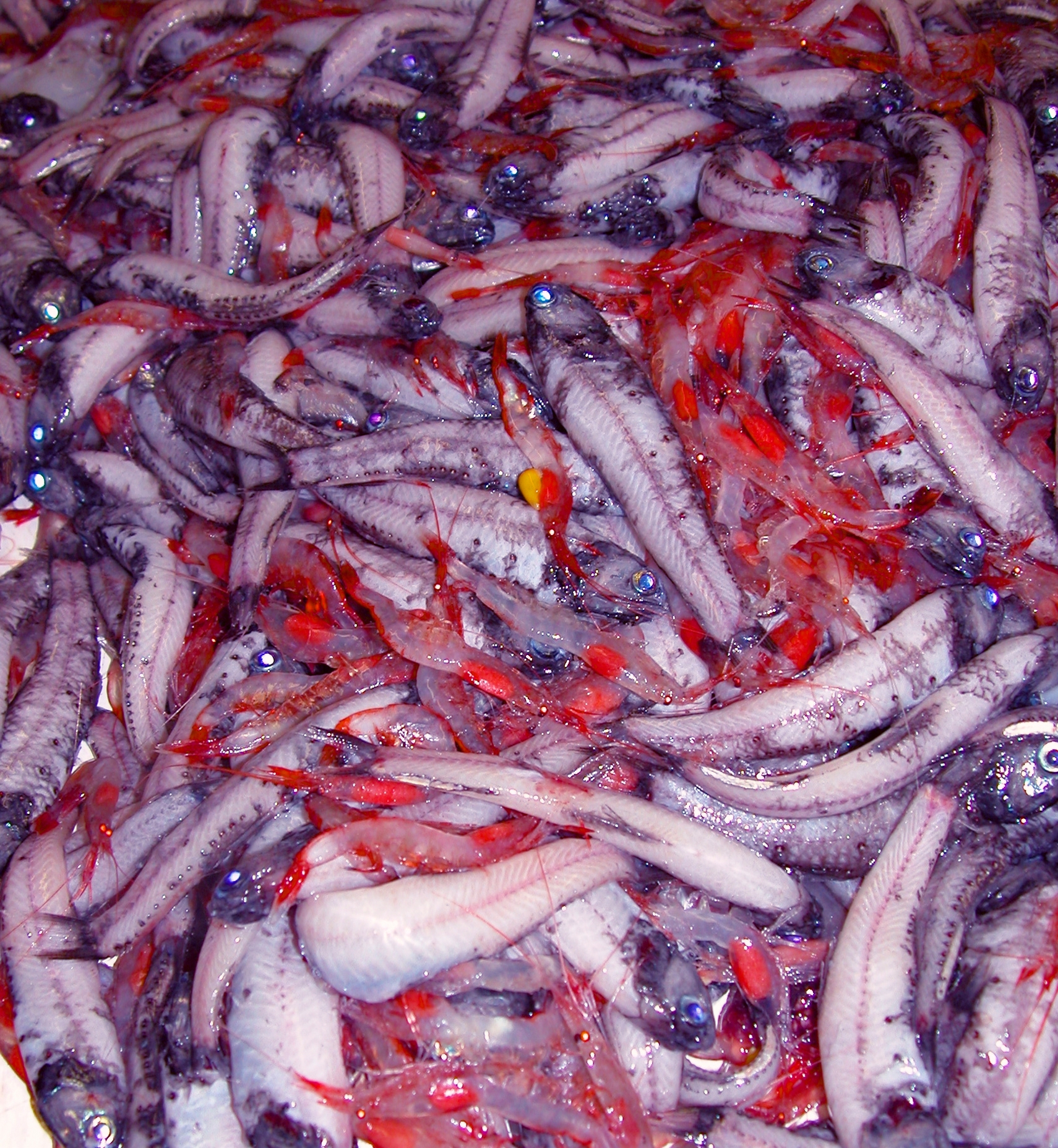
حصيلة الترولة من سمك الفنار والجمبري الشفاف عند الصيد في المياه العميقة على عمق يزيد عن 200 متر

ينقسم الصيد بشبكة الترولة إلى الصيد في المياه العميقة والصيد في المياه الوسطى، ويعتمد ذلك على مدى ارتفاع شبكة الترولة في عمود المياه. ويتم سحب شبكة الترولة في الصيد في المياه العميقة عبر قاع البحر (صيد الكائنات القاعية) أو بالقرب منه (الصيد قرب القاع). تسحب شبكة الترولة عند الصيد في المياه الوسطى عبر المياه الحرة فوق قاع المحيط أو منطقة الكائنات القاعية.
يعرف الصيد في المياه الوسطى أيضًا بمسمى الصيد في البحر المفتوح. ويتم صيد أسماك عرض البحر مثل الأنشوفة والروبيان والتونة والماكريل، في حين تستهدف عمليات الصيد في المياه العميقة كلاً من الأسماك التي تعيش في قاع البحر (الأسماك القاعية) والأسماك المشابهة لأسماك عرض البحر مثل القد والحبار والهلبوت والسمك الصخري.
تختلف المعدات المستخدمة نفسها اختلافًا كبيرًا. فعادةً ما تكون شبكات الترولة المستخدمة في عرض البحر أكبر كثيرًا من الشبكات المستخدمة في المياه العميقة، وتتميز بفتحات شبكية كبيرة جدًا في الشبكة وقد يوجد بها معدات أرضية قليلة أو لا يوجد وقد يوجد بها أداة غربلة أو لا يوجد. أضف إلى ذلك، تتميز أبواب شبكة الترولة المستخدمة في عرض البحر بأشكال مختلفة عن أبواب شبكة الترولة المستخدمة في المياه العميقة، رغم وجود الأبواب التي يمكن استخدامها مع كلتا الشبكتين.

## تركيب الشبكة

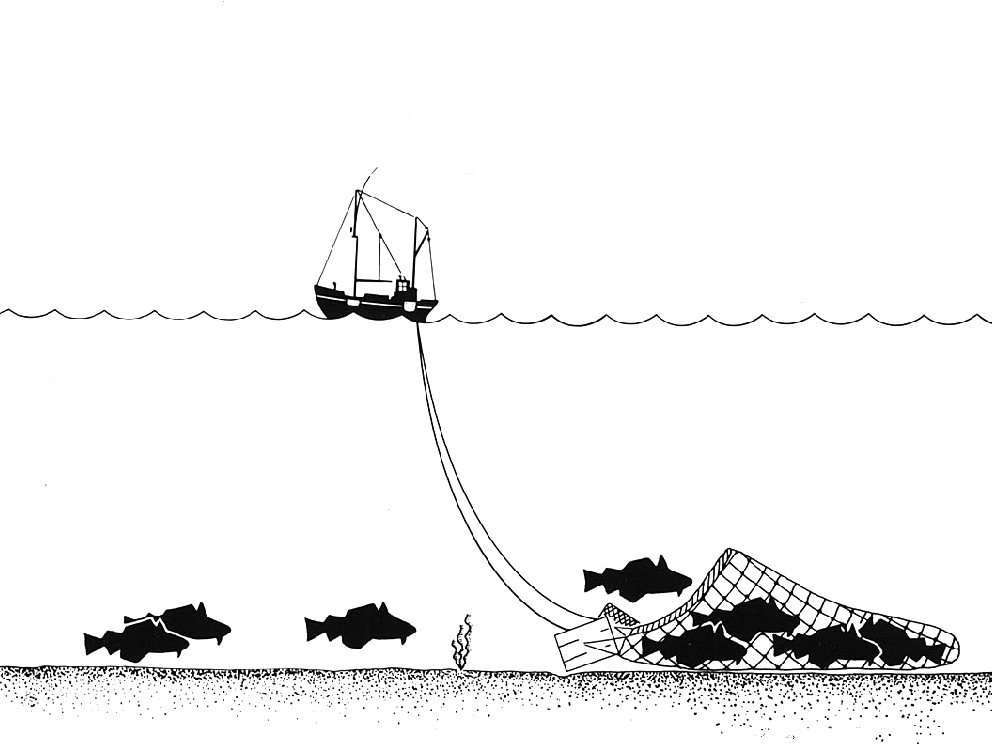
الجر القاعي

عندما تستخدم مركبتان (صيد الأسماك المزدوج)، يتم عمل الانتشار الأفقي للشبكة باستخدام المركبتين، حيث يتم تثبيت شبكة الجر بمركبة واحدة أو بالمركبتين في حالة الصيد في المياه الوسطى. بيد أن الشائع هو الصيد باستخدام مركبة واحدة. وهنا يتم الانتشار الأفقي للشبكة باستخدام أبواب شبكة الترولة (المعروفة أيضًا باسم "الألواح ذات القوائم"). وتتوفر أبواب شبكة الترولة في أحجام وأشكال مختلفة وقد تكون متخصصة في التلامس مع قاع البحر (الصيد في المياه العميقة) أو تظل مرفوعة في الماء. وتعمل الأبواب في جميع الحالات باعتبارها أجنحة باستخدام الشكل الهيدروديناميكية لتوفير انتشار أفقي. ومثلما هو الحال مع جميع الأجنحة، يجب أن تسير سفينة الجر بسرعة معينة لتظل الأبواب ثابتة وتعمل. وتختلف تلك السرعة ولكن النطاق الطبيعي لها هو من 2.5 إلى 4 عقدة.
تم تصنيع الفتحة الرأسية في شبكة الترولة باستخدام التعويم على الحافة العليا ("خط الطفو") والوزن على الحافة السفلى ("حبل القدم") في فم الشبكة. وتختلف هيئة حبل القدم باختلاف شكل القاع المتوقع. فكلما زاد عدم انتظام القاع، وجبت زيادة قوة هيئة حبل القدم لتقي الشبكة من التلف، ويستخدم هذا في صيد الروبيان، والأسماك الصدفية، والقد، والأسقلوب، وأنواع كثيرة. وتتميز شبكات الترولة بشكل النفق ذي الذيل المغلق حيث يتم تجميع السمك ويكون النفق مفتوحًا من أعلى مثل الفم.
يمكن أيضًا تعديل شبكات الترولة، كأن يتم تغيير حجم الشبكة للمساعدة في الأبحاث البحرية حول قيعان المحيطات.